# Волянщина
Воля́нщина — село в Україні, у Хорошівській селищній територіальній громаді Житомирського району Житомирської області. Чисельність населення становить 301 особу (2001).

## Населення
За довідником 1885 року в поселенні мешкало 102 особи, налічувалося 12 дворових господарств. Наприкінці 19 століття у поселенні налічувалося 319 жителів, дворів — 33, у 1906 році — 434 мешканці, дворів — 49, у 1923 році — 470 жителів, дворів — 86.
Відповідно до результатів перепису населення СРСР, кількість населення станом на 12 січня 1989 року становила 324 особи. Станом на 5 грудня 2001 року, відповідно до перепису населення України, кількість мешканців села становила 301 особу, з них 98,67 % зазначили рідною українську мову, а 1,33 % — російську.

## Історія
За довідником 1885 року — колишнє власницьке сільце Горошківської волості Житомирського повіту Волинської губернії. Лежало на річці Ірша. Були водяний млин, шкіряний завод.
Наприкінці 19 століття — сільце Горошківської волості Житомирського повіту Волинської губернії, за 43 версти від Житомира. Належало до приписної церкви у Горошечках (3 версти), православна парафія — Горошки.
У 1906 році — сільце Горошківської волості (1-го стану) Житомирського повіту Волинської губернії. Відстань до повітового центру м. Житомир становила 46 верст, від волосного центру містечка Горошки — 4 версти. Найближче поштово-телеграфне відділення розміщувалося у Горошках.
У 1923 році включене до складу новоствореної Малогорошківської сільської ради, яка 7 березня 1923 року увійшла до складу новоутвореного Кутузівського (згодом — Володарський, Володарсько-Волинський) району Коростенської округи. Розміщувалося за 3 версти від районного центру міст. Кутузове та за 2 версти від центру сільської ради, с. Малі Горошки. 5 березня 1959 року село підпорядковане Рижанській сільській раді Володарсько-Волинського району Житомирської області. 30 грудня 1962 року, в складі сільської ради, увійшло до Черняхівського району Житомирської області, 8 грудня 1966 року повернуте до складу відновленого Володарсько-Волинського (згодом — Хорошівський) району Житомирської області.
3 серпня 2016 року село включене до складу новоутвореної Хорошівської селищної територіальної громади Хорошівського району Житомирської області. Від 19 липня 2020 року, разом з громадою, у складі новоствореного Житомирського району Житомирської області.

## Відомі люди
- Голяченко Анатолій Миколайович (1981—2023) — український військовослужбовець, учасник російсько-української війни[12].
- Стебницький Ієронім Іванович (1832—1897) — географ-топограф, член-кореспондент Петербурзької академії наук, начальник Військово-топографічного відділу Головного штабу російської армії, генерал від інфантерії.